# Schloss Aichet

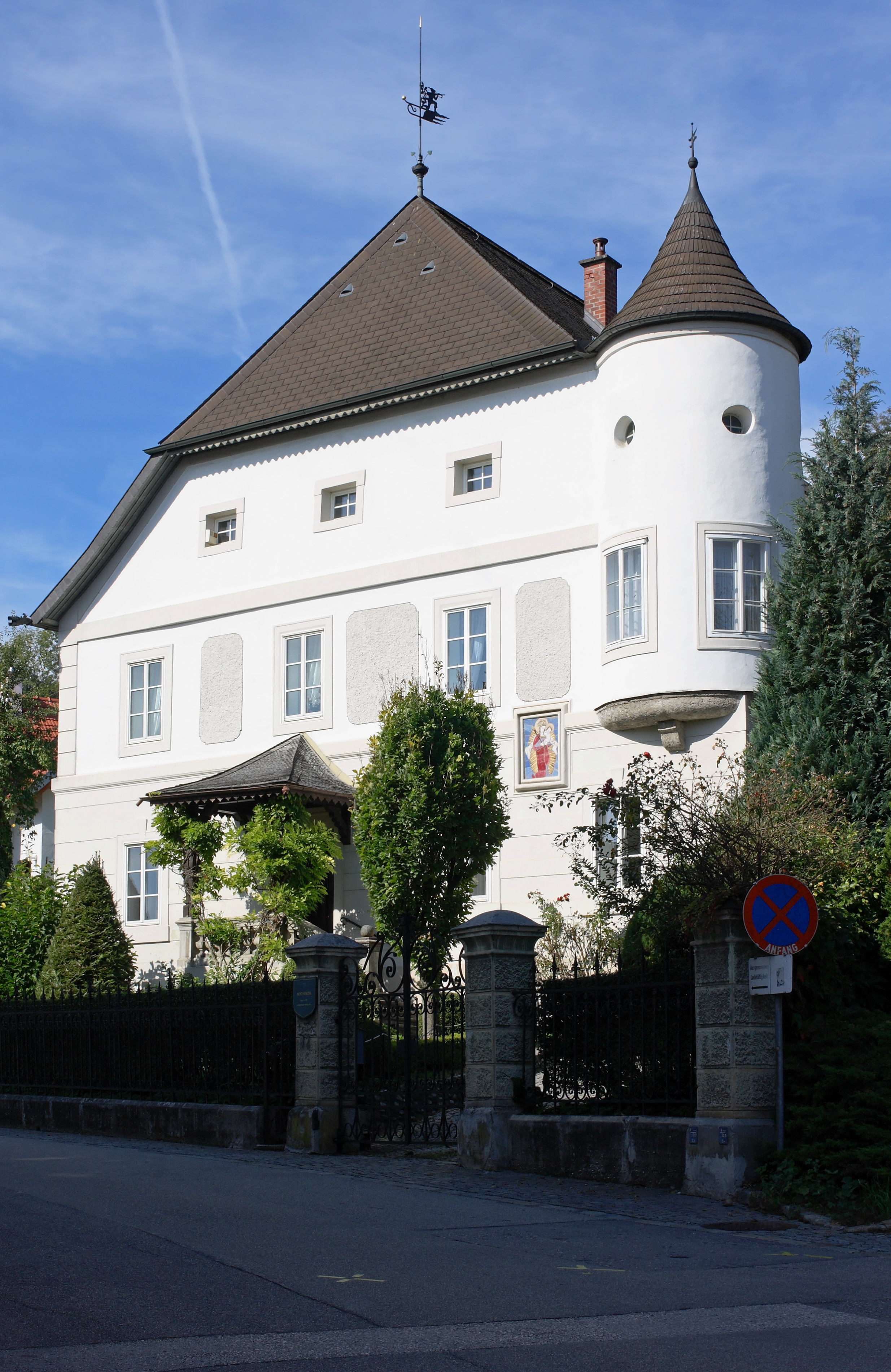
Aichetschlössl

Das Schloss Aichet (auch Aichetschlössl) liegt in der Statutarstadt Steyr in Oberösterreich (Sierninger Straße 82). Der Name Aichet erinnert an Eichen, die früher in diesem Stadtteil standen. Das Gebäude steht unter Denkmalschutz (Listeneintrag).

## Geschichte

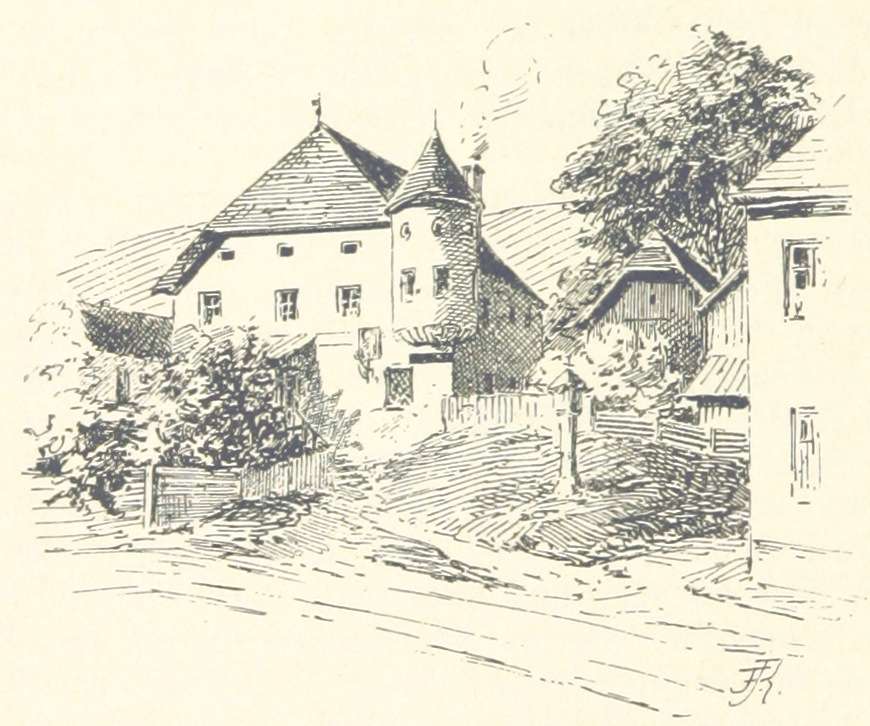
Ansicht von spät. 1893 (Franz Kulstrunk)

Aichet wurde im 13. Jahrhundert erstmals urkundlich erwähnt. Das heutige Renaissancegebäude ließ Michael Aidn, der 1585 Stadtrichter und von 1595 bis 1597 Steyrer Bürgermeister war, in der zweiten Hälfte des 16. Jahrhunderts errichten. Von 1615 bis 1636 war Schloss Aichet im Besitz des Wolf Katzianer von Fladnitz zum Katzenstein. Auf diesen folgte Freiherr von Walkun von Herberstorff, Vetter des Grafen Adam von Herberstorff. Im Jahr 1713 brannte das Schloss ab und wurde 1748 wiederhergestellt. Dabei blieb nur einer von zuvor vier Ecktürmen erhalten. 1782 gehörte es den Freiherrn von Risenfels. Weitere Eigentümer waren 1930 die Familie Köstler und danach die Familie Pampel. Bis zum Tod der Volkskundlerin Renate Pampel 1987 beherbergte das Schloss die volkskundliche Sammlung von Marianne Kautsch. Heutige Schlosseigentümerin ist die Familie Stellnberger.

## Architektur
Das zweieinhalbgeschoßige Gebäude hat ein mächtiges Satteldach mit einem Schopfwalm. An der östlichen Gebäudeecke befindet sich ab dem Obergeschoß ein vorgekröpfter Runderker mit einem Kegeldach. Die einfach gehaltenen Fassaden haben nur im Erdgeschoß eine waagrechte Putzbänderung.

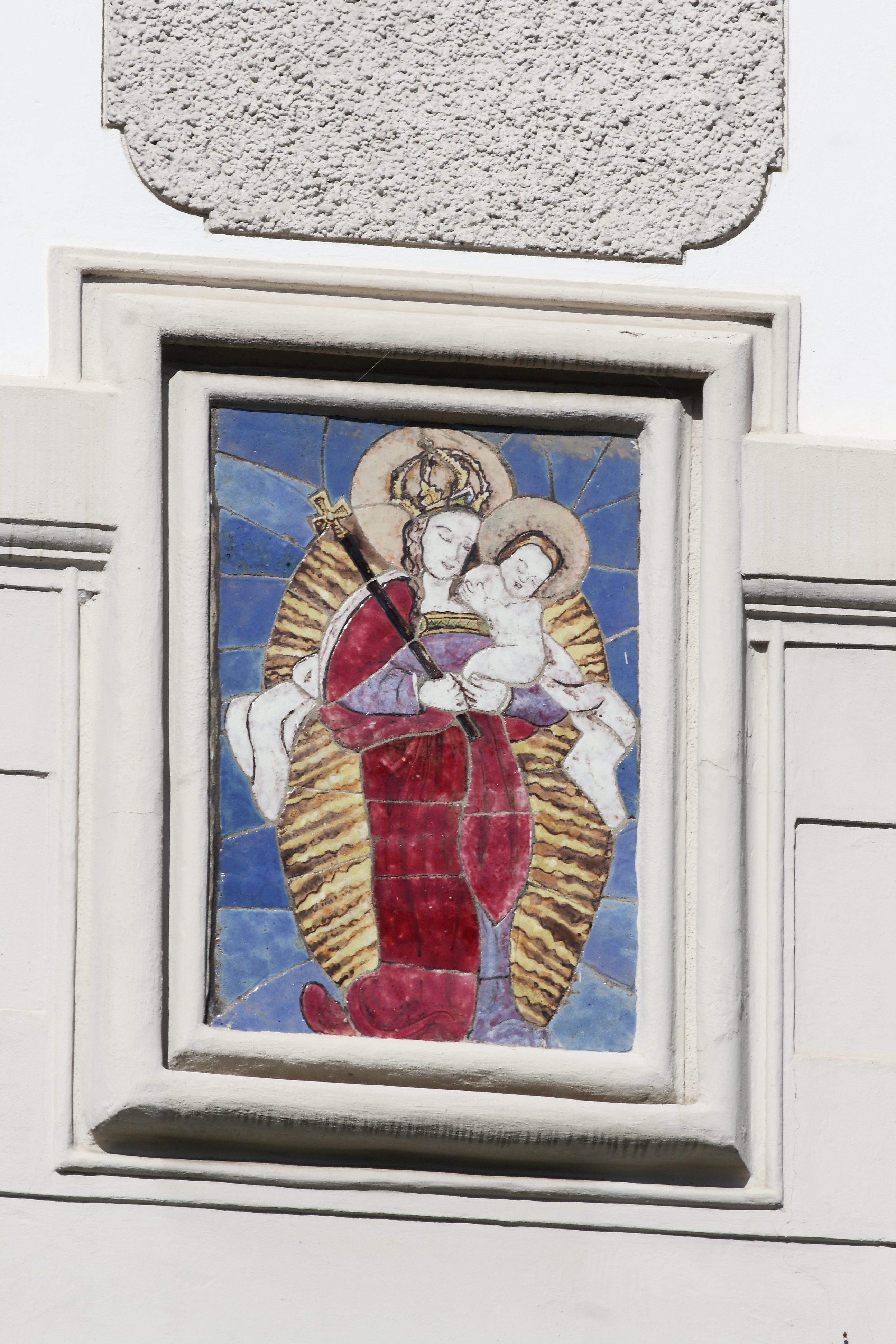
Das Hausbild
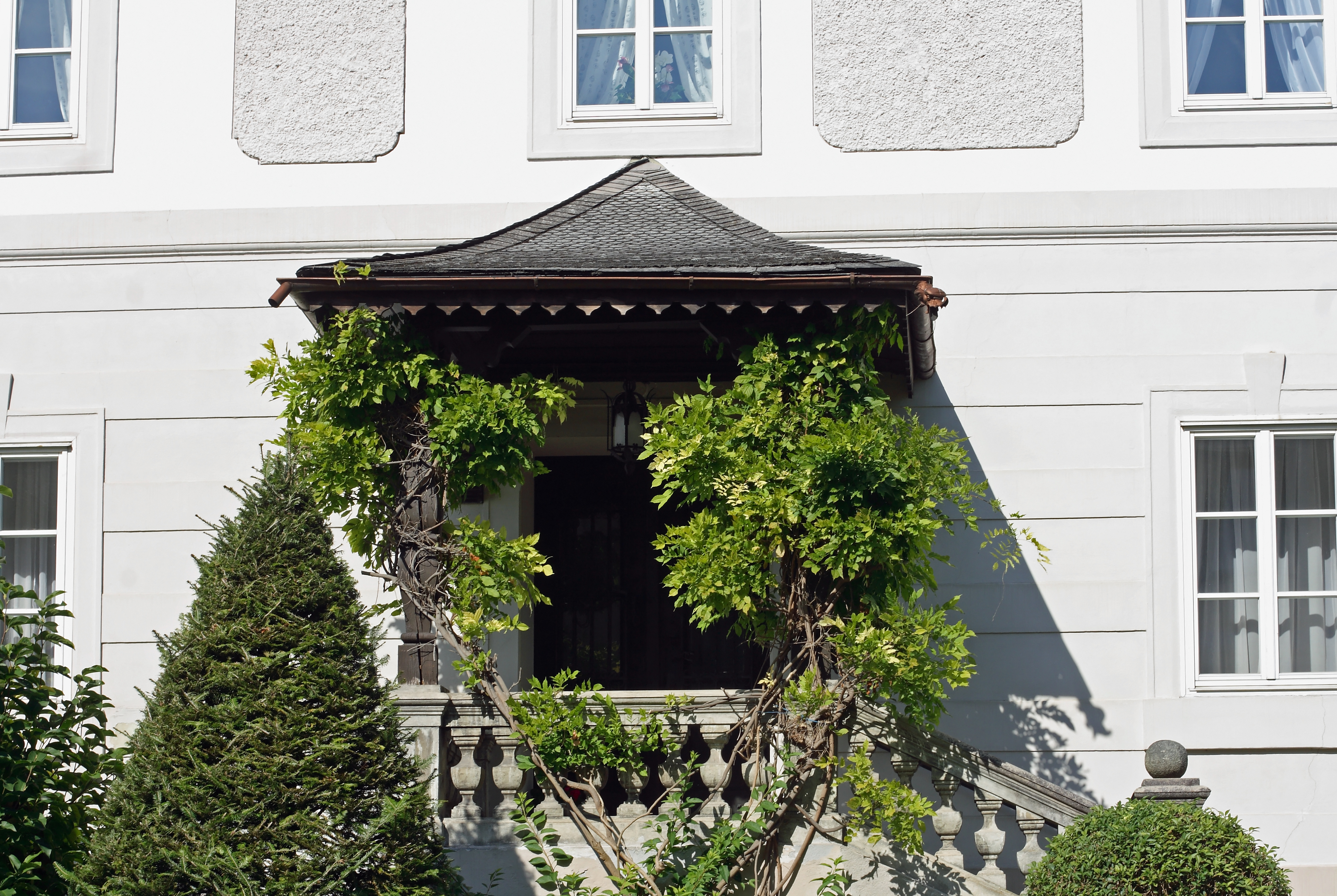
Balustrade und Holzveranda
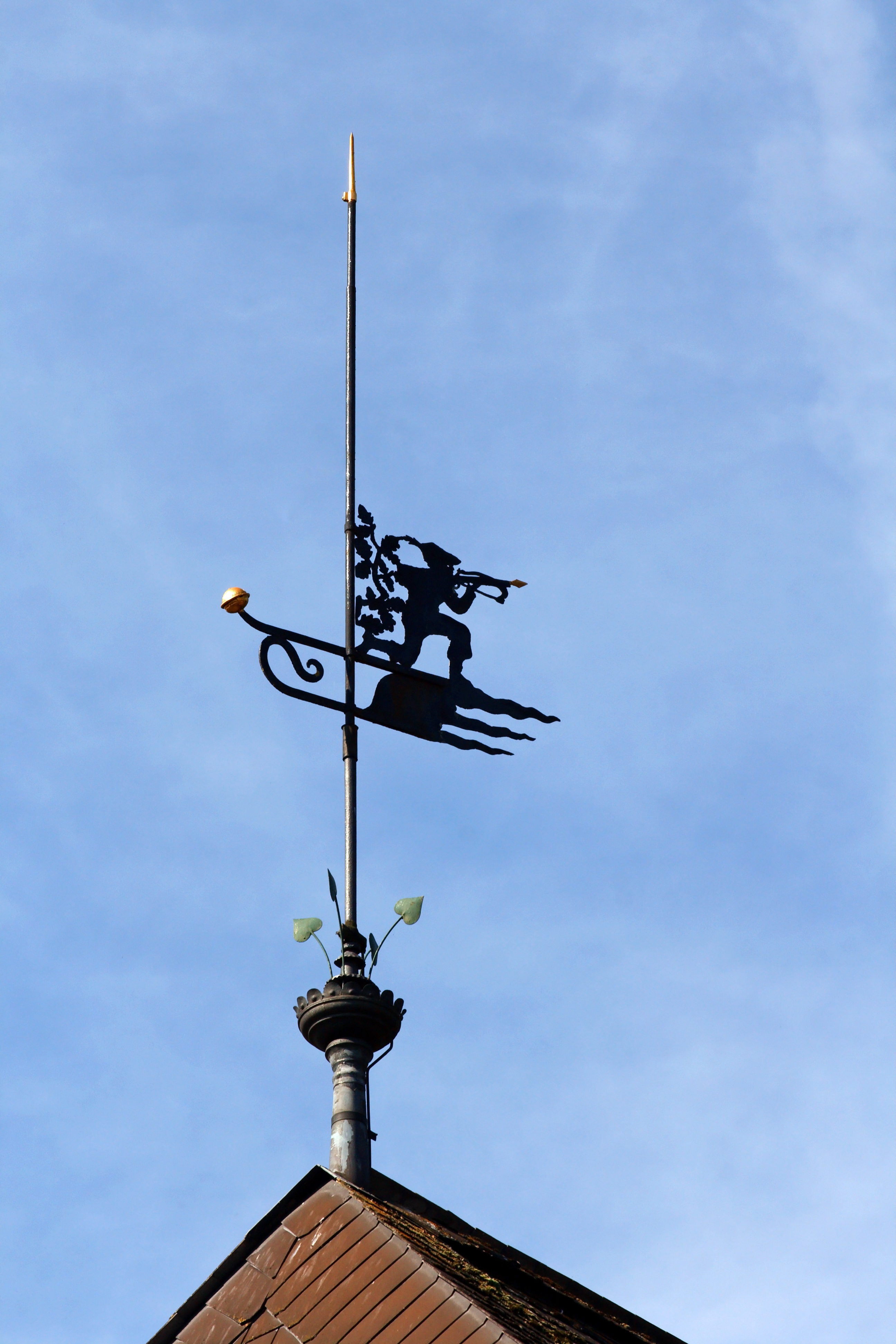
Wetterfahne